# Malkolm Nilsson Säfqvist
Malkolm Johan Henrik Nilsson Säfqvist (Stoccolma, 3 agosto 1993) è un calciatore svedese, portiere del Djurgården.

## Carriera
Nato a Stoccolma, è cresciuto presso la cittadina di Halmstad. Qui ha cominciato a giocare a calcio ed ha svolto il settore giovanile presso tre club locali, quali l'IS Örnia, il BK Astrio e infine l'Halmstads BK, ovvero la principale squadra della città.
Il 10 marzo 2013 ha giocato la sua prima partita ufficiale con la prima squadra, subentrando a Stojan Lukić nel secondo tempo della trasferta di Coppa di Svezia persa 2-1 sul campo del Syrianska. Essa è stata la sua unica presenza di quell'anno con l'Halmstad, mentre nella seconda metà di stagione è invece passato in prestito al Lunds BK, con cui ha giocato le sue prime dieci partite in Division 1, il terzo livello del calcio svedese.
Rientrato all'Halmstad, Nilsson Säfqvist ha trascorso l'intera Allsvenskan 2014 come riserva dello stesso Lukić, rimanendo in panchina in tutte e trenta le giornate di campionato. È stato secondo portiere anche in buona parte della stagione 2015, durante la quale però ha giocato cinque partite in Division 1 in prestito all'Öster. Oltre a ciò, ha anche debuttato nella massima serie essendo stato schierato dall'Halmstad nell'ultima giornata dell'Allsvenskan 2015 ovvero Halmstad-Hammarby 2-1 del 31 ottobre 2015, partita però poco rilevante ai fini del risultato in quanto la sua squadra era già matematicamente retrocessa. Nel 2016 ha continuato a dividersi tra la panchina all'Halmstad e un secondo prestito all'Öster, nuovamente in Division 1. In gran parte dell'annata 2017 è stato riserva di Isak Pettersson all'Halmstad, tranne che nelle ultime quattro giornate quando è stato schierato titolare in una squadra che però era nuovamente indirizzata verso la retrocessione in seconda serie.
La stagione 2018 è stata quella che lo ha visto divenire stabilmente il nuovo portiere titolare del club, avendo infatti disputato dal primo minuto tutte e trenta le partite previste dal calendario della Superettan 2018. Ha giocato tutte e trenta le partite anche nei due campionati seguenti, l'ultimo dei quali ha visto la squadra classificarsi al primo posto della Superettan 2020 tornando così in Allsvenskan. Nilsson Säfqvist ha continuato ad essere schierato titolare anche negli anni seguenti, in cui l'Halmstad ha oscillato tra prima serie (2021), seconda serie (2022) e nuovamente prima serie nazionale (2023). Proprio nel corso del campionato 2023, tuttavia, dopo poche giornate dall'inizio del girone di ritorno, il giocatore ha comunicato l'intenzione di prendersi una pausa dal calcio giocato per far fronte ad alcuni problemi di natura mentale e psicologica che gli si manifestavano sia in partita che in allenamento. Successivamente è tornato ad allenarsi con la squadra, pur non venendo utilizzato in partite ufficiali per il resto della stagione.
La sua lunga permanenza all'Halmstad si è interrotta nel dicembre 2023, quando il club stoccolmese del Djurgården ha acquistato il suo cartellino in cambio di una cifra che è stata riportata tra 1 e 3 milioni di corone svedesi, ovvero tra poco meno di 90 000 euro e poco più di 250 000 euro. È stato la riserva di Jacob Widell Zetterström fino alla cessione di quest'ultimo, avvenuta il 16 agosto 2024. Due giorni più tardi ha esordito in campionato con la maglia del Djurgården scendendo in campo nel derby casalingo contro l'AIK, tuttavia durante la partita ha riportato un infortunio al ginocchio che lo ha costretto alla sostituzione e a uno stop di alcuni mesi.

## Palmarès

### Club

#### Competizioni nazionali
- Superettan: 1

Halmstad: 2020